# 埃里克·瓦爾內斯

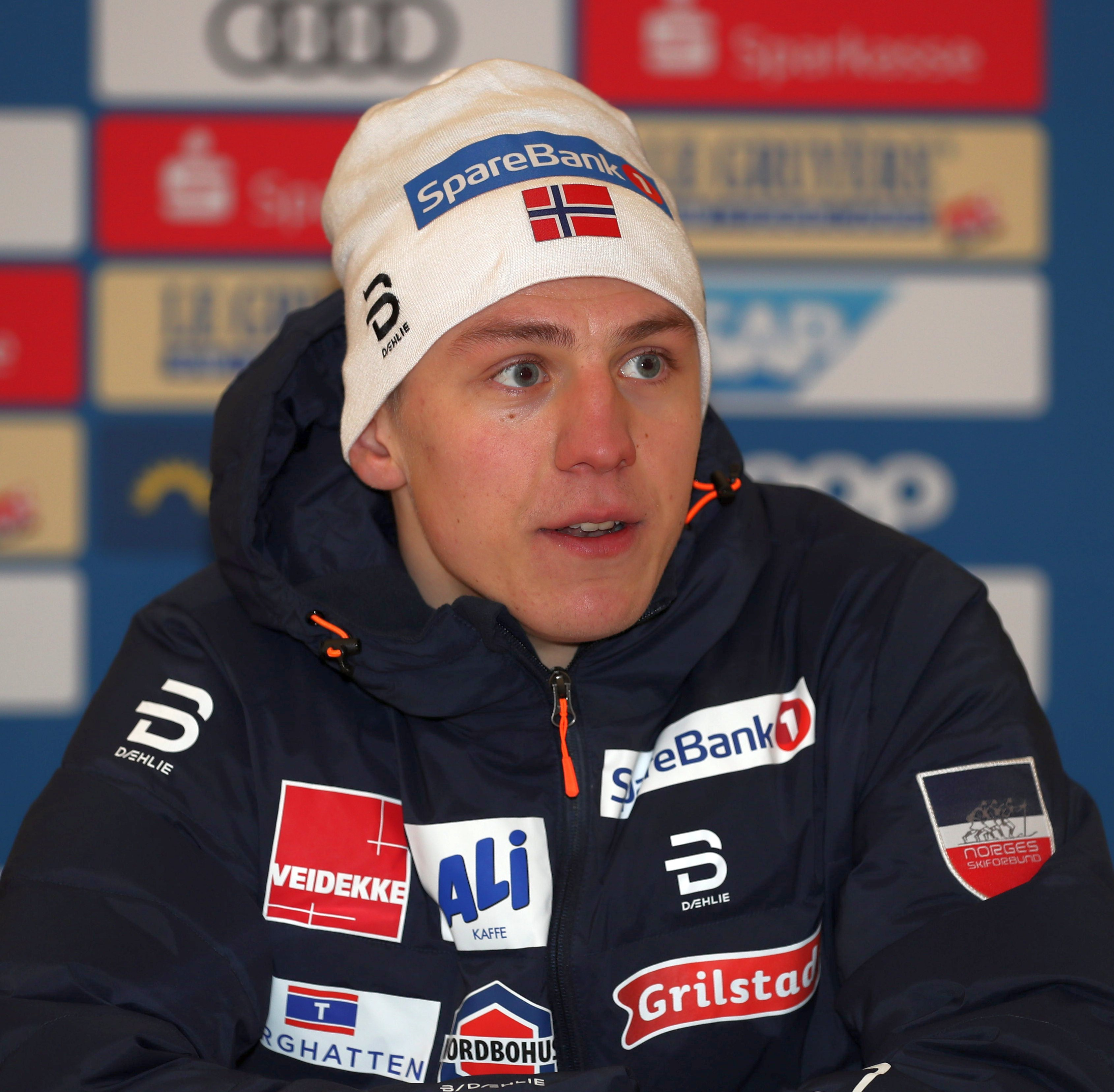
埃里克·瓦尔内斯，2019年

埃里克·瓦爾內斯（挪威語：Erik Valnes，1996年4月19日—），挪威越野滑雪運動員，他代表挪威隊參加了中國舉行的2022年冬季奧林匹克運動會，並且在越野滑雪男子团体短距离（传统技术）比賽上獲得金牌。